# Paranatama
Paranatama là một đô thị thuộc bang Pernambuco, Brasil. Đô thị này có diện tích 272,79 km², dân số năm 2007 là 11245 người, mật độ 41,22 người/km².